# Кубок Північної Ірландії з футболу 2000—2001
Кубок Північної Ірландії з футболу 2000–2001 — 121-й розіграш кубкового футбольного турніру в Північній Ірландії. Титул вдруге поспіль здобув Гленторан.

## Календар
| Раунд           | Дата                                             | Матчі | Клуби   |
| --------------- | ------------------------------------------------ | ----- | ------- |
| Перший раунд    | 19 серпня 2000                                   | 17+1  | 86 → 69 |
| Другий раунд    | 23 вересня 2000                                  | 10+3  | 69 → 59 |
| Третій раунд    | 14 жовтня 2000                                   | 5+2   | 59 → 54 |
| Четвертий раунд | 25 листопада 2000                                | 12+2  | 54 → 42 |
| П'ятий раунд    | 9 грудня 2000                                    | 10+2  | 42 → 32 |
| 1/16 фіналу     | 20-30 січня 2001, 28 січня 2001 (перегравання)   | 16+4  | 32 → 16 |
| 1/8 фіналу      | 17 лютого 2001, 20-21 лютого 2001 (перегравання) | 8+4   | 16 → 8  |
| 1/4 фіналу      | 13 березня 2001                                  | 4     | 8 → 4   |
| 1/2 фіналу      | 7-10 квітня 2001                                 | 2     | 4 → 2   |
| Фінал           | 5 травня 2001                                    | 1     | 2 → 1   |

## 1/16 фіналу
| Команда 1          | Рахунок | Команда 2                 |
| ------------------ | ------- | ------------------------- |
| 20 січня 2001      |         |                           |
| Балліміна Юнайтед  | 4:2     | Лурган Селтік             |
| Данганнон Свіфтс   | 2:2     | Кліфтонвілл               |
| Лінфілд            | 4:2     | Ларн                      |
| Лісберн Дістіллері | 2:0     | Крузейдерс                |
| 23 січня 2001      |         |                           |
| Арма Сіті          | 0:3     | Гленторан                 |
| Балліклер Комрадс  | 3:1     | Харленд-енд-Вульф Велдерс |
| Гленавон           | 1:1     | Кіллілей Ют               |
| Інститут           | 2:2     | Портстюарт                |
| Лімаваді Юнайтед   | 2:5     | Ньюрі Таун                |
| Лофголл            | 2:2     | Колрейн                   |
| Ома Таун           | 2:0     | Малачіанс                 |
| Портадаун          | 3:1     | Ардс Рейнджерс            |
| 24 січня 2001      |         |                           |
| Каррік Рейнджерс   | 1:3     | Нокбреда Паріш            |
| Тобермор Юнайтед   | 0:2     | Бангор                    |
| 25 січня 2001      |         |                           |
| Мойола Парк        | 2:1     | Крамлін Юнайтед           |
| 30 січня 2001      |         |                           |
| Ардс               | 1:0     | РУК                       |

Перегравання
| Команда 1     | Рахунок      | Команда 2        |
| ------------- | ------------ | ---------------- |
| 28 січня 2001 |              |                  |
| Кліфтонвілл   | 4:1          | Данганнон Свіфтс |
| Гленавон      | 4:0          | Кіллілей Ют      |
| Інститут      | 3:1          | Портстюарт       |
| Колрейн       | 0:0 пен. 0:3 | Лофголл          |

## 1/8 фіналу
| Команда 1         | Рахунок | Команда 2          |
| ----------------- | ------- | ------------------ |
| 17 лютого 2001    |         |                    |
| Балліклер Комрадс | 2:0     | Кліфтонвілл        |
| Балліміна Юнайтед | 1:1     | Гленавон           |
| Лофголл           | 0:1     | Бангор             |
| Гленторан         | 4:0     | Мойола Парк        |
| Інститут          | 4:1     | Нокбреда Паріш     |
| Лінфілд           | 0:0     | Ардс               |
| Ньюрі Таун        | 1:1     | Портадаун          |
| Ома Таун          | 1:1     | Лісберн Дістіллері |

Перегравання
| Команда 1          | Рахунок | Команда 2         |
| ------------------ | ------- | ----------------- |
| 20 лютого 2001     |         |                   |
| Гленавон           | 3:1     | Балліміна Юнайтед |
| Ардс               | 0:5     | Лінфілд           |
| Лісберн Дістіллері | 2:1     | Ома Таун          |
| 21 лютого 2001     |         |                   |
| Портадаун          | 2:1     | Ньюрі Таун        |

## 1/4 фіналу
| Команда 1       | Рахунок | Команда 2          |
| --------------- | ------- | ------------------ |
| 13 березня 2001 |         |                    |
| Гленавон        | 2:1     | Балліклер Комрадс  |
| Гленторан       | 2:1     | Інститут           |
| Лінфілд         | 1:0     | Бангор             |
| Портадаун       | 0:1     | Лісберн Дістіллері |

## 1/2 фіналу
| Команда 1          | Рахунок | Команда 2 |
| ------------------ | ------- | --------- |
| 7 квітня 2001      |         |           |
| Лісберн Дістіллері | 1:2     | Гленторан |
| 10 квітня 2001     |         |           |
| Лінфілд            | 3:1     | Гленавон  |

## Фінал
| 5 травня 2001 |

| Лінфілд | 0:1 дч | Гленторан    |
| ------- | ------ | ------------ |
|         |        | Голлідей 99' |

| Віндзор Парк, Белфаст Глядачів: 14 190 |